# Fruhstorferia doherty
Fruhstorferia doherty är en skalbaggsart som beskrevs av Ohaus 1905. Fruhstorferia doherty ingår i släktet Fruhstorferia och familjen Rutelidae. Inga underarter finns listade i Catalogue of Life.